# Nuncia stewartia
Nuncia stewartia är en spindeldjursart. Nuncia stewartia ingår i släktet Nuncia och familjen Triaenonychidae.

## Underarter
Arten delas in i följande underarter:
- N. s. stewartia
- N. s. tumosa